# 웨시트 캐나다
웨시트 캐나다(영어: Wexit Canada)는 캐나다의 지역주의, 분리주의 정당이다. 서부 지역(브리티시컬럼비아주, 앨버타주, 매니토바주, 서스캐처원주)을 캐나다로부터 독립시키는 것을 목표로 하며 서부 4개 주를 중심으로 104명의 후보를 내고, 캐나다 총선에서도 출마할 계획이라고 한다. 쥐스탱 트뤼도 총리를 비판하는 경향이 있으며 현재 당대표는 피터 다우닝이다. 그는 과거 기독교유산당의 후보자였고, 서부 분리주의자였다. 이 정당은 100명의 분리주의자들과 시위를 벌인 적도 있다.

## 반트뤼도 전광판 설치
앨버타주에 트뤼도를 비판하는 전광판을 설치하면서 SNS에 화제가 되었다.
이 전광판은 "사인파티코"라는 리자이나 전광판 회사에서 구입하였고, 해당 회사는 "우리는 표현의 자유를 지지한다, 하지만 혐오 발언이나 모욕적인 광고를 부추길 필요가 없다"라고 신중히 조사하겠다고 밝혔다.

## 같이 보기
- 서부 블록당
- 웨시트
- 서부 소외